# Jerzy Wierchowicz
Jerzy Wierchowicz (ur. 4 sierpnia 1951 w Gorzowie Wielkopolskim) – polski prawnik i polityk, adwokat, poseł na Sejm II i III kadencji, członek Trybunału Stanu w kadencji 2015–2019.

## Życiorys
W 1974 ukończył studia na Wydziale Prawa i Administracji Uniwersytetu im. Adama Mickiewicza w Poznaniu. Po odbyciu aplikacji do początku 1994 praktykował jako adwokat. W latach 80. współpracował z Komitetem Helsińskim i NSZZ „Solidarność”, występował w charakterze obrońcy w licznych procesach politycznych.
Był posłem II kadencji z ramienia Unii Demokratycznej i III kadencji z ramienia Unii Wolności. Od 1998 przewodniczył klubowi parlamentarnemu tego ugrupowania, był także liderem parlamentarnej reprezentacji w tenisie. W 2001 nie uzyskał ponownie mandatu posła i powrócił do wykonywania praktyki adwokackiej. W 2005 przystąpił do Partii Demokratycznej.
W przedterminowych wyborach parlamentarnych w 2007 bez powodzenia kandydował do Senatu z ramienia koalicji Lewica i Demokraci. W 2010 uzyskał mandat radnego Gorzowa Wielkopolskiego z listy komitetu wyborczego Tadeusza Jędrzejczaka. W 2014 został kandydatem Platformy Obywatelskiej w wyborach samorządowych, uzyskując mandat radnego na kolejną kadencję. W tym samym roku wystąpił z PD. W maju 2015 przepadł wniosek o przyjęcie go do PO. W następnym miesiącu stanął na czele gorzowskich struktur Nowoczesnej. W wyborach parlamentarnych w tym samym roku kandydował z jej listy do Sejmu, nie uzyskując mandatu.
18 listopada 2015 z rekomendacji klubu poselskiego Nowoczesnej wybrany na członka Trybunału Stanu. 11 grudnia 2015 złożył przed marszałkiem Sejmu ślubowanie i tym samym oficjalnie rozpoczął kadencję. W 2018 jako kandydat Koalicji Obywatelskiej uzyskał mandat radnego sejmiku lubuskiego VI kadencji, 22 listopada wybrano go na funkcję jego wiceprzewodniczącego. W lutym 2019 opuścił Nowoczesną i przeszedł do Platformy Obywatelskiej. W 2019 i 2023 z listy KO ubiegał się ponownie o mandat poselski. W marcu 2021 wystąpił z PO, powracając do Nowoczesnej. W 2024 utrzymał mandat radnego województwa na kolejną kadencję.

## Odznaczenia
- 2014: Krzyż Kawalerski Orderu Odrodzenia Polski[14]
- 2006: Odznaka Honorowa za Zasługi dla Województwa Lubuskiego[15]